# Кара-Булун (Ат-Башинский район)
Кара-Булун (кирг. Кара-Булуң) — село в Ат-Башинском районе Нарынской области Киргизской республики. Код СОАТЕ — 41704 220 832 02 0.
Расположено в высокогорной зоне Кыргызстана.
Находится на расстоянии около 26 км западнее от районного административного центра с. Ат-Баши.

## Население
По данным о численности населения на начало 2021 года, в селе проживало 1917 человек.